# سكاندال
سكاندال (بالإنجليزية: Scandal)‏، (باليابانية: スキャンダル) هي فرقة بوب روك يابانية بناتية من أوساكا، اليابان تعتبر فرقة سكاندال ممثلة لفرق البنات اليابانية المختصة بالبوب روك الياباني التي نصبت نفسها بنفسها تشكلت الفرقة في عام 2006 من قبل أربع فتيات كانوا يدرسن في المدرسة الثانوية في عام 2008 أطلقوا أول ثلاث أغاني منفردة لهم وألبوم مصغرة وقاموا بأدائه في عدة برامج في الولايات المتحدة وفرنسا وهونغ كونغ وصدر في شهر أكتوبر

## روابط خارجية
- سكاندال على موقع IMDb (الإنجليزية)
- سكاندال على موقع ميوزك برينز (الإنجليزية)
- سكاندال على موقع أول ميوزيك (الإنجليزية)
- سكاندال على موقع ديسكوغز (الإنجليزية)
- سكاندال على موقع ANN person (الإنجليزية)